# Quattro corde
 Quattro corde  (у перекладі з італійської — «чотири струни») — український струнний ансамбль при Івано-Франківській обласній філармонії, заснований у 2000 році в Івано-Франківську. Переважна більшість композицій квартету в напрямку класичної музики, але музиканти не цураються експериментувати й в інших музичних напрямках.

## Діяльність
Створений у 2000 році при Івано-Франківській обласній філармонії. До його складу увійшли молоді обдаровані музиканти. За період своєї творчої діяльності струнний ансамбль мав близько 1000 концертів.
Завдяки широкому репертуару «Quattro corde» співпрацює та постійно підтримує творчі задуми багатьох відомих музикантів у різноманітних музичних жанрах, напрямках та формах. Серед них:
- Галина Кузяєва (м. Дніпропеторвськ, сопрано),
- Заслужена артистка України Ірина Мокрецька (сопрано),
- Заслужена артистка України Ольга Велка (сопрано),
- Оксана Салем (сопрано, м. Луцьк),
- Іван Ткаленко (бандура, м. Київ),
- Сергій Слижук (орган),
- Заслужена артистка України Любов Гундер (фортепіано),
- Лауреат Міжнародних та всеукраїнських конкурсів вокальний ансамбль «Росинка»,
- тріо «Quintilian»,
- рок-група «Фліт»,
- Лауреат Міжнародних конкурсів та фестивалів дует акордеоністів «Концертіно»,
- Ярослав Радіоненко (контртенор, м. Київ, фіналіст шоу «Х-фактор».
- Уляна Маляр(м. Івано -Франківськ,альт)

Струнний ансамбль Quattro corde є учасником музичних фестивалів та фестин, найбільші з яких:
- Всеукраїнський фестиваль Прикарпатська весна, джазовий фестиваль «Зимовий джем»,
- Музичний фестиваль в м. Нова Суль (Польща),
- Міжнародний мистецький проект «Порто-Франко»,
- Є дипломантом VII Міжнародного музичного фестивалю «Стравінський та Україна»,
- XXIV Музичний фестиваль ім. Анатолія Кос-Анатольського.

З солістами-вокалістами музиканти їздять по всій області, у них багато тематичних програм, а саме:
- «Пелюстки старовинного романсу»,
- «Акорди срібного дощу»,
- «Мелодії гарного настрою»,
- «Одвічне кохання».
- «Музика Івано-Франківська».

## Склад ансамблю
З першого дня художнім керівником колективу був Петро Сметана, Концертмейстером і теперішнім художнім керівником ансамблю є Анжела Приходько, завжди поруч — ведуча Леся Боднар.
Партії:
- скрипки — Мирослав Федина і Тарас Гундер;
- альти — Наталія Фіголь та Олена Рибак;
- віолончелі — Галина Орлова та Надія Сопків;